# Institut technologique de Buenos Aires
L’Institut Technologique de Buenos Aires (espagnol : Instituto Tecnológico de Buenos Aires - ITBA), est une université privée d'Argentine située dans la ville de Buenos Aires. Il se spécialise en Technologie de l'Information, affaires et études d’Ingénierie.
Malgré sa taille réduite, avec seulement environ 1650 étudiants de premier cycle, ITBA est considéré comme l'une des meilleures écoles d'ingénieurs du pays, avec une moyenne annuelle de 200 diplômes d'ingénieurs, d'environ 10 % du total national annuel. ITBA entretient des accords de coopération avec plus de 50 universités dans 20 pays.

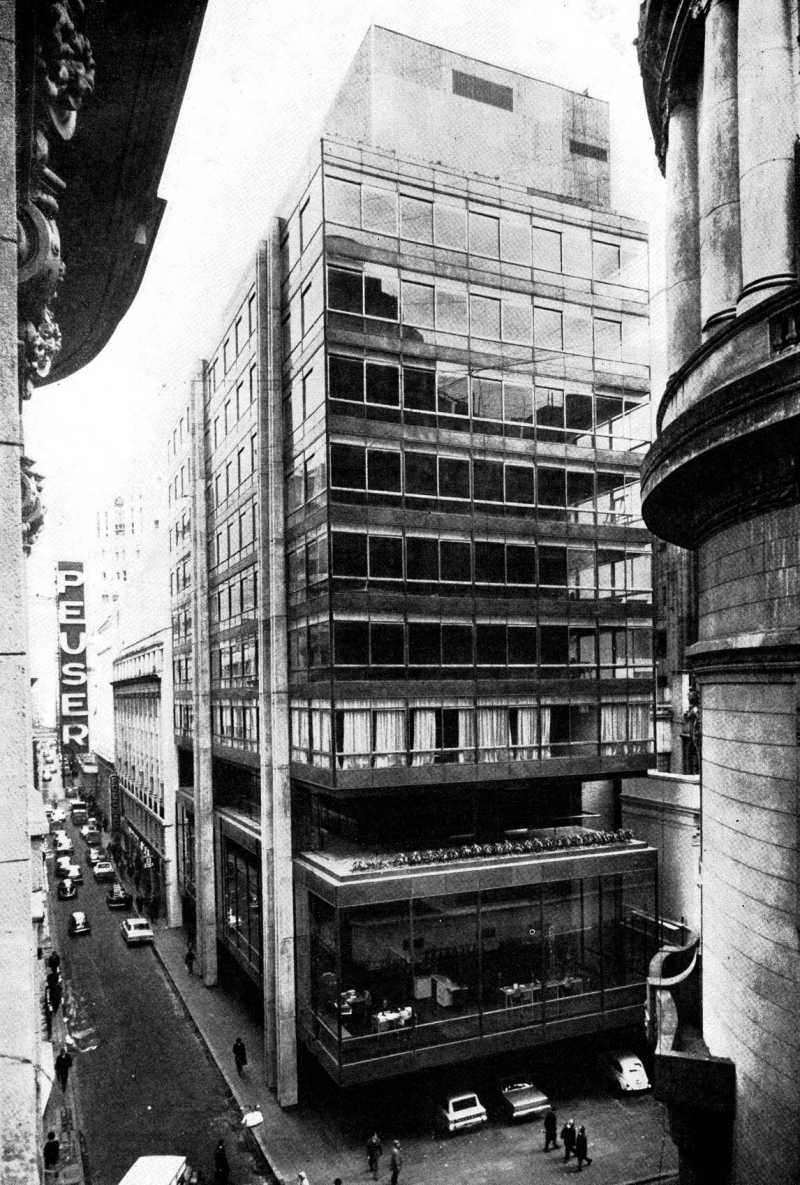
Le bâtiment de Bank of America à Buenos Aires (ici en 1974) est aujourd'hui occupé par l'ITBA.